# عبد الله حمد الصقر
عبد الله حمد عبد الله يوسف الصقر ، (1910 - 1974)، تاجر وسياسي كويتي.

## سيرته
هو الابن الأكبر لرئيس مجلس الشورى الكويتي الأول حمد عبد الله الصقر وشقيق عبد العزيز حمد الصقر أول رئيس لمجلس الأمة الكويتي وعبد الله حمد الصقر وجاسم حمد الصقر عضو مجلس الأمة ، وكان عضو في مجلس المعارف في عام 1936، وفاز في انتخابات المجلس التشريعي الكويتي الأول في يونيو عام 1938 والمجلس التشريعي الكويتي الثاني في عام 1939 ، كما شارك في تأسيس عدد من الشركات المهمة مثل بنك الكويت الوطني وشركة الطيران الكويتية.

## حياته العائلية
عبد الله الصقر متزوج من ابنة عمه نورة أحمد الصقر وله من الاولاد :
- حمد عبد الله حمد الصقر
- خالد عبد الله حمد الصقر
- هشام عبد الله حمد الصقر
- خولة عبد الله حمد الصقر
- شريفة عبد الله حمد الصقر